# П'єр Франсуа Вартель
П'єр Франсуа Вартель (фр. Pierre François Wartel; 3 квітня 1806, Версаль, — серпень 1882, Париж) — французький оперний співак (тенор) і музичний педагог.
Соліст Паризької опери з 1831 року. Відомий як перший виконавець партії Дона Гаспара в «Фаворитці» Гаетано Доніцетті, ряду творів Гектора Берліоза й ін.
Згідно щоденника Марії Башкирцевої, 14 липня 1876 року вона проходила прослуховування у Вартеля, якого вона називає «першим паризьким професором». У Вартеля брали уроки також Олександра Крутікова, П.Левицька, О.Меншикова, М.Соловйова-Андрєєва. Серед інших учениць Вартеля найбільш відомі Крістіна Нільссон і Селія Требеллі.